# 審判權與管轄權 (刑事訴訟)
刑事诉讼中的管辖指的是法院就具體案件得否為審判的問題。一般立法例的刑事诉讼是把侦查机关的侦查活动、检查机关的起诉活动看作是诉讼的准备，只有审判才是实质意义上的诉讼。所以没有类似中华人民共和国刑事诉讼中立案管辖的分工，刑事訴訟管辖通常就是指审判管辖。

## 中華人民共和國
中華人民共和國的刑事訴訟管轄是公安机关和司法机关（合称公安司法机关）在受理刑事案件方面的权限划分。比如立案管辖中法律规定由公安机关行使一般刑事案件的侦查权，法院直接受理刑事自诉案件等等。法律规定这种管辖权限划分的基本出发点是为了保证刑事诉讼活动的顺利进行和刑事诉讼任务的顺利实现。管辖范围是指公安司法机关受理刑事案件的范围。公安司法机关在一定范围内受理刑事案件的职权即管辖权。
中华人民共和国刑事诉讼法中规定的管辖包括两方面的内容。一是人民法院、人民检察院、和公安机关各自直接受理刑事案件的职权范围。此为立案管辖，在诉讼理论上又称职能管辖或者部门管辖。二是人民法院审判第一审刑事案件的职权范围，即审判管辖。

## 另見
- 司法管轄權